# Cerneavka, Cervonoarmiisk
Cerneavka (în ucraineană Чернявка) este un sat în comuna Pulîno-Huta din raionul Cervonoarmiisk, regiunea Jîtomîr, Ucraina.

## Demografie
Componența lingvistică a localității Cerneavka
     Ucraineană (98,71%)
     Rusă (1,29%)
Conform recensământului din 2001, majoritatea populației localității Cerneavka era vorbitoare de ucraineană (98,71%), existând în minoritate și vorbitori de rusă (1,29%).